# Malaltia de transmissió aèria

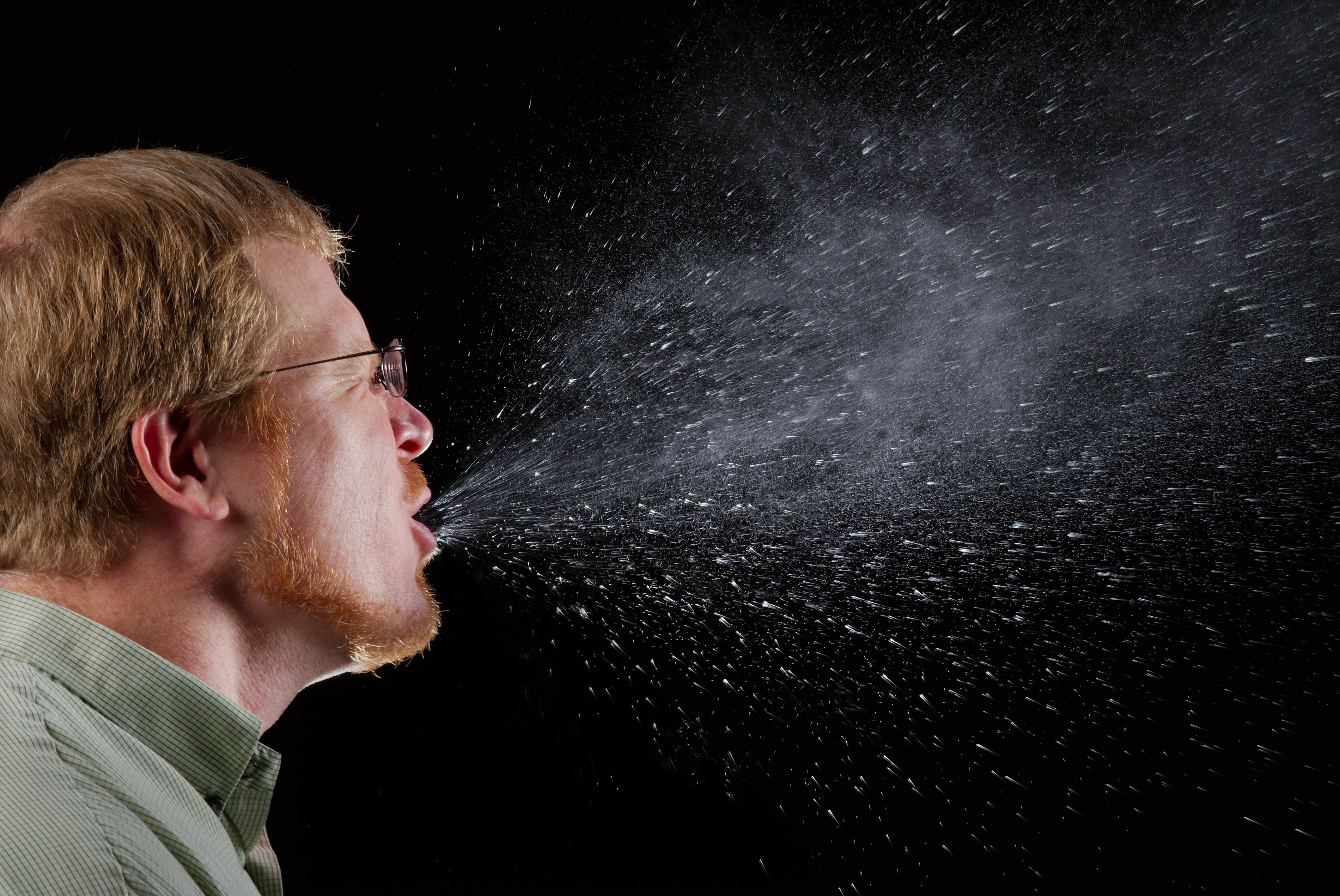
Imatge que fa evident les petites partícules expulsades per la boca en un esternut.

Una malaltia de transmissió aèria és qualsevol malaltia causada per patògens que es poden transmetre a l'aire tant per partícules petites i seques com per gotetes de líquid més grans. Els patògens rellevants poden ser virus, bacteris o fongs, i es poden propagar per la respiració, una conversa, tos, esternuts, augment de pols, polvorització de líquids, rentat del vàter o qualsevol altra activitat que generi partícules i gotes d'aerosol. Les malalties de transmissió aèria no inclouen les afeccions causades per la contaminació de l'aire com els compostos orgànics volàtils (COV), els gasos i altres partícules de l'aire.
Moltes infeccions comunes es poden propagar per transmissió a l'aire, almenys en alguns casos, incloent: l'àntrax (inhalatòria), la varicel·la, la grip, el xarampió, la verola, la criptococcosi i la tuberculosi.

## Rutes de transmissió
Hi ha dues vies principals d'infecció per a la malaltia aèria classificada per la mida de les partícules (que porten l'agent infecciós):
- Infeccions per partícules molt petites (<5 µm de diàmetre), amb l'agent present en aerosols.[2] Inclou les partícules seques, sovint les restes d'una partícula humida evaporada, i les partícules humides (aquestes últimes es mantenen a l'aire durant llargs períodes).
- Infecció per gotetes de >5 µm de diàmetre: normalment partícules humides, i considerades per exposició directa (al moc d'algú), per exemple en el refredat. Es mantenen en l'aire durant un curt període.